# Раглиці (Волотовський район)
Раглиці (рос. Раглицы) — присілок у Волотовському районі Новгородської області Російської Федерації.
Населення становить 54 особи. Належить до муніципального утворення Ратицьке сільське поселення.

## Історія
До 1927 року населений пункт перебував у складі Новгородської губернії. У 1927-1944 роках перебував у складі Ленінградської області.
Орган місцевого самоврядування від 2010 року — Ратицьке сільське поселення.

## Населення
| 2010 | 2011 | 2012 | 2013 | 2014 | 2015 | 2016 |
| ---- | ---- | ---- | ---- | ---- | ---- | ---- |
| 75   | ↗78  | ↘74  | ↘70  | →70  | ↘62  | ↘54  |